# Țăvârlău
Țăvârlău – wieś w Rumunii, w okręgu Teleorman, w gminie Poeni. W 2011 roku liczyła 60 mieszkańców.